# 小爱德华·康奈利亚斯·里德

小爱德华·康奈利亚斯·里德（Edward Cornelius Reed，Jr.），生于1924年，卒于2013年6月1日，生前任美国联邦内华达地方终身大法官。
生于内华达州梅森市，小爱德华·里德在二战期间（1943-1946）服役于美国陆战队，在欧洲战场被德国军队俘虏，后被美国军队救出并从军队退役。4年地军队生涯后，小爱德华·里德于1949年获得了内华达大学的文学学士学位，并于1952年获得哈佛大学法学院法学博士学位。随后，他在位于麻省波士顿的阿瑟·安德森公司工作（1952年至1953年），任税收辩护律师；1953年到1979年期间，在内华达里诺市任私人执业律师。
1967至1949年，小爱德华·里德在内华达州任水资源权力诉讼常务务副总检察长。
1979年，里德大法官被吉米·卡特总统提名为美国联邦内华达地方大法官，并于当年11月25日通过美国参议院认证。1979年11月26日，小爱德华·C·里德接受任命，正式成为美国联邦内华达地方大法官。
1986年至1992年，里德大法官在美国联邦内华达地方法院任首席大法官。
1992年6月15日，里德大法官宣布进入半退休状态，直至2013年6月1日在里诺当地一家护理中心去世，享年89岁。